# غرام هندي
غرام هندي (27 يونيو 1986 -), ممثلة مصرية .

## أعمالها[4]

### الأفلام
- حظ سعيد (2012).

### المسلسلات
- عزيز على القلب (2008).
- جدار القلب (2008).
- قانون المراغي (2009).
- البوابة الثانية (2009).
- ورد وشوك (2010).
- حب لايموت (2015)